# Mouctar Kaba
Pour les articles homonymes, voir Kaba.
Mouctar Kaba alias Spartacus, est un officier de l'armée guinéen.
Commandant du Groupement des forces spéciales de la république de Guinée depuis le 23 janvier 2024.

## Parcours militaire
Lieutenant Colonel à la prise du pouvoir par le CNRD, Mouctar Kaba était commandant adjoint des forces spéciales de Guinée,.
Nommé par décret le 23 janvier 2024, commandant des forces spéciales de Guinée, il remplacer a ce poste le général de corps d'armée Mamadi Doumbouya qui l'occupait depuis la création de cette unités en 2019.